# Ulrich Thoden

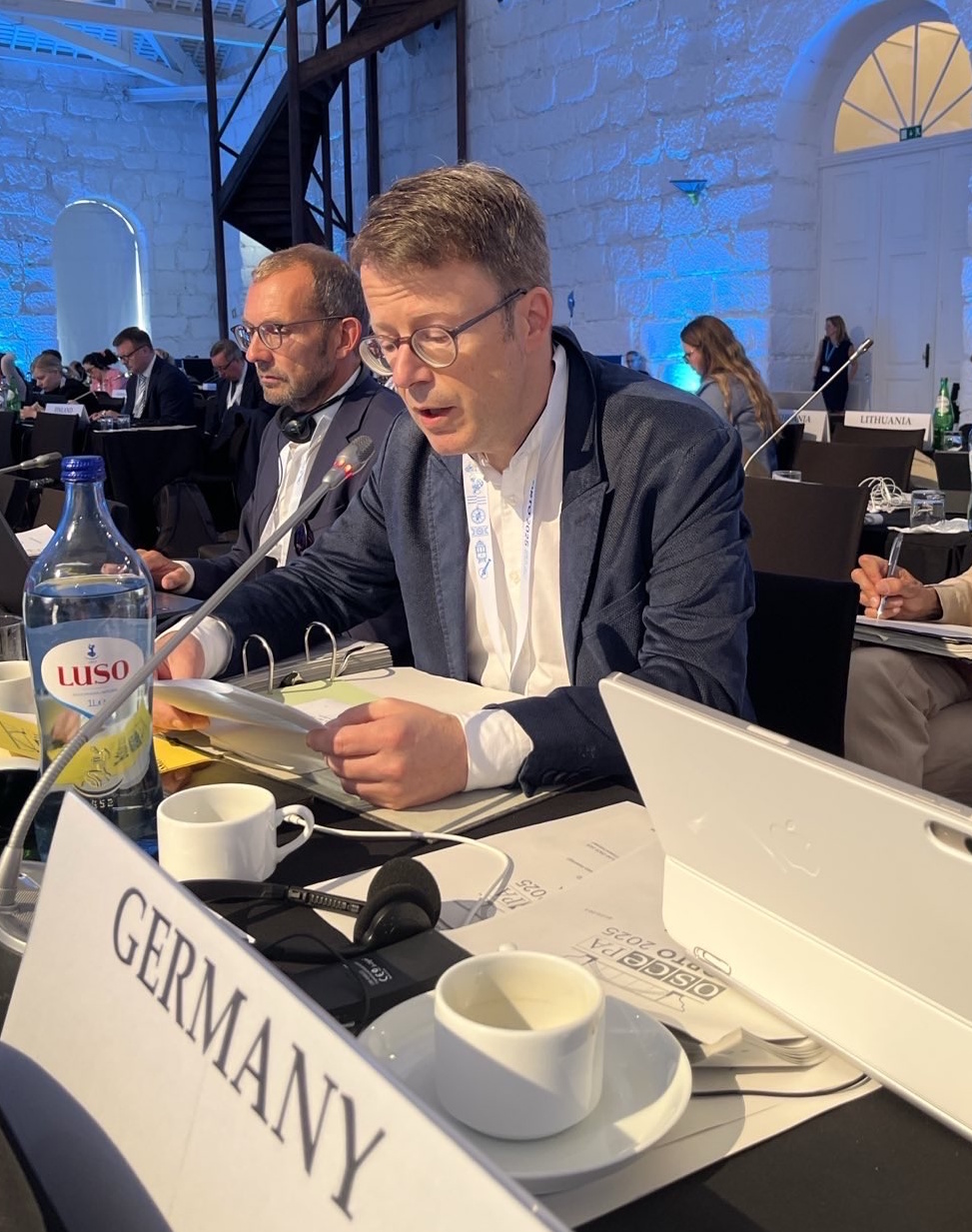
Ulrich Thoden spricht auf der OSZE PV in Porto am 03.07.2025

Ulrich Thoden (* 16. Mai 1973 in Münster-Hiltrup) ist ein deutscher Politiker der Partei Die Linke. Er wurde für den 21. Deutschen Bundestag über die NRW-Landesliste gewählt.

## Leben und Beruf
Nach dem Abitur 1992 am Ratsgymnasium in Münster studierte Thoden Katholische Theologie an der Universität Münster und schloss 1999 mit Auszeichnung ab. 2005 folgte das Erste Staatsexamen für das Lehramt Sekundarstufe I/II und das Zweite Staatsexamen 2008. Thoden unterrichtete ab 2006 am Gymnasium Canisianum in Lüdinghausen in den Fächern Englisch, Latein, katholische Theologie und Griechisch und fungierte hierbei auch als Klassenlehrer. Von 2017 bis zum Eintritt in den deutschen Bundestag 2025 war er als Lehrer am Berufskolleg Rheine des Kreises Steinfurt tätig, wo er Englisch, Latein, Philosophie und Katholische Religion unterrichtete.

## Politik
Thoden beteiligte sich bereits während seiner Schulzeit am Ratsgymnasium in Münster politisch beispielsweise organisierte er als Schülersprecher die Demonstrationen gegen den Ersten Irakkrieg 1991. Er engagierte sich friedenspolitisch und ist Mitbegründer der Friedenskooperative Münster (FriKo). 2008 trat er der SPD bei und bewarb sich 2016 parteiintern um die Nachfolge des münsterschen SPD-Abgeordneten Christoph Strässer. 2018 trat er in Die Linke ein, in der er von 2020 bis 2024 Fraktionssprecher Die Linke Ratsfraktion Münster war. 2022 wurde er Stellvertretender Landessprecher von Die Linke NRW und 2023 Delegierter für NRW zum Parteirat. Thoden ist Mitglied im Landessprecherrat und im Bundeskoordinierungsrat der Kommunistischen Plattform (KPF). Er engagiert sich in der BAG Betrieb und Gewerkschaft, BAG Frieden und internationale Politik und BAG Die Linke.queer.
Am 14. Dezember 2024 fand eine Mitgliederversammlung statt, bei der Thoden zum Direktkandidaten im Wahlkreis 127 (Steinfurt III) gewählt wurde. Auf der Landesvertreterversammlung von Die Linke NRW am 11. Januar 2025 wurde er auf Platz 4 der Landesliste für die Bundestagswahl 2025 gewählt. In seinem Wahlkreis erhielt Die Linke 6,0 % für die Erststimme und 6,4 % für die Zweitstimme.
Thoden ist Obmann im Verteidigungsausschuss und verteidigungspolitischer Sprecher der Fraktion Die Linke im Bundestag. Darüber hinaus ist er stellvertretenes Mitglied im Haushaltsausschuss. Er ist Mitglied der deutschen Delegation zur OSZE PV und zur NATO PV. Seine erste Rede im Bundestag hielt Thoden am 14.05.2025 im Rahmen der Aussprache zur Regierungserklärung (Verteidigung). Thoden ist parlamentarischer Geschäftsführer mit besonderer Zuordnung seiner Fraktion.
Sein Wahlkreisbüro hat Thoden in Emsdetten. Außerdem betreut er für Die Linke Gütersloh und Warendorf.

## Gewerkschaftliche Tätigkeit
Neben seiner politischen Arbeit engagiert sich Thoden in der Gewerkschaft Erziehung und Wissenschaft (GEW). 2017 wurde er erstmals vom GEW-Stadtverband Münster zum Vorsitzenden gewählt. In dieser Funktion setzt er sich für bessere Arbeitsbedingungen im Bildungsbereich ein und kritisierte im Zusammenhang der Aktion „Baustelle Bildung“ eine ungleiche Bezahlung der Lehrkräfte und forderte mehr Personal durch bessere Bezahlung und bessere Arbeitsbedingungen.